# كريس بيرنت
كريس بيرنت (بالإنجليزية: Chris Burnett)‏ هو عازف جاز وملحن أمريكي، ولد في 2 نوفمبر 1955 في أولاث في الولايات المتحدة.

## وصلات خارجية
- الموقع الرسمي